# Nowe
Nowe (germană Neuenburg in Westpreußen) este un oraș în Polonia.